# I lossens time
Pour plus de détails, voir Fiche technique et Distribution.
I lossens time est un film suédo-danois réalisé par Søren Kragh-Jacobsen, sorti en 2013.

## Fiche technique
- Titre : I lossens time
- Réalisation : Søren Kragh-Jacobsen
- Scénario : Søren Kragh-Jacobsen, Tobias Lindholm et Jonas T. Bengtsson d'après la pièce de Per Olov Enquist
- Pays d'origine : Danemark - Suède
- Genre : drame
- Date de sortie : 2013

## Distribution
- Sofie Gråbøl : Helen
- Søren Malling : Knud
- Lia Boysen : Mère
- Signe Egholm Olsen : Lisbeth
- Jakob Ulrik Lohmann : Torben, vagt
- Henrik Birch : Eriksen
- Jens Jørn Spottag : Overlægen
- Börje Ahlstedt : Morfar